# Журавский сельсовет (Ставропольский край)
Жура́вский сельсове́т — упразднённое сельское поселение в Новоселицком районе Ставропольского края России.
Административный центр — село Журавское.

## История
Границы определены Законом Ставропольского края от 8 июня 2004 года.
Статус определён Законом Ставропольского края от 4 октября 2004 года.
С 16 марта 2020 года, в соответствии с Законом Ставропольского края от 31 января 2020 г. № 11-кз все муниципальные образования Новоселицкого муниципального района были преобразованы путём их объединения в единое муниципальное образование Новоселицкий муниципальный округ.

## Население
| 1989  | 2002  | 2010  | 2011  | 2012  | 2013  | 2014  | 2015  |
| ----- | ----- | ----- | ----- | ----- | ----- | ----- | ----- |
| 2908  | ↗3798 | ↘3726 | ↘3715 | ↘3684 | ↘3679 | ↘3598 | →3598 |
| 2016  | 2017  | 2018  | 2019  | 2020  |       |       |       |
| ↘3582 | ↘3570 | ↘3550 | ↘3537 | ↘3481 |       |       |       |

## Состав сельского поселения
| № | Населённый пункт | Тип населённого пункта       | Население |
| - | ---------------- | ---------------------------- | --------- |
| 1 | Артезианский     | посёлок                      | ↗800      |
| 2 | Журавское        | село, административный центр | ↘2665     |